# Люботинська міська територіальна громада
Люботинська міська об'єднана територіальна громада — об'єднана територіальна громада в Україні, в Харківському районі Харківської області. Адміністративний центр — місто Люботин.
Площа громади — 138,0 км2, населення громади — 27 484 осіб (2020)
Утворена 12 червня 2020 року шляхом об'єднання Люботинської міської ради та Манченківської селищної ради Харківського району Харківської області. Перші вибори міської ради та міського голови Люботинської міської громади відбулися 25 жовтня 2020 року.

## Населені пункти
До складу громади входять 1 місто (Люботин), 9 селищ (Байрак, Барчани, Караван, Коваленки, Манченки, Санжари, Спартаси, Травневе, Ударне) та 5 сіл (Горіхове, Гурине, Мищенки, Нестеренки, Смородське).